# Риони
Риони је највећа река у западној Грузији. Извире на Кавказу, тече према западу и улива се у Црно море у близини града Поти. На њеним обалама лежи град Кутаиси.
Ова река античким Грцима је позната под називом Фасис или Фазис (грч. Φάσις) и први пут је споменута од стране Хесиода. Сократ је сматрао да се тада познати свет пружа од Херкулових стубова (данас Гибралтар) до реке Фасис.
Птица фазан је добила име по овој реци, јер је први пут откривена на овом подручју.